# Rakowiec (obwód wołyński)
Rakowiec – wieś na Ukrainie, w obwodzie wołyńskim, w rejonie lubomelskim.
W II Rzeczypospolitej miejscowość była położona w gminie wiejskiej Bereźce w powiecie lubomelskim województwa wołyńskiego. Miejscowość położona nad rzeką Neretwą (ukr. Нере́тва).
Wieś zamieszkiwało ponad 65 polskich rodzin.
Region objęty szczególnym prześladowaniem ludności polskiej w czasie wydarzeń rzezi wołyńskiej, o której są lokalne publikacje (niedokończone Jana Andrzeja Klekota oraz Józefa Turowskiego, „Pożoga" zmarłego w 1944 roku). Obecnie jest to obszar wsi Pryriczczia.